# 長島敦
長島 敦（ながしま あつし、1918年3月17日 - 2004年10月15日）は、日本の検察官。最高裁判所判事。栃木県出身。伯父の長島毅は大審院長。

## 概要
1941年（昭和16年）京都帝国大学法科を卒業。1942年（昭和17年）に司法官試補。検事になったのは起訴猶予になった容疑者が立ち直った例をみたのがきっかけ。
その後海軍法務科士官となり、大尉で終戦。
第一線で被疑者の取調べなど検察の実務経験は短く、約3年間しかない。それ以外は法務省で秘書課長や青少年課長など事務、政策立案作業に携わった。1956年（昭和31年）から日米法律学者の交換計画でアメリカのスタンフォード大学に2年間留学した。1970年（昭和45年）4月にアジア極東犯罪防止研究所の所長に就任し、日本人として初の所長となる。検察部内の国際通として知られていた。
その後、法務省矯正局長、最高検公判部長、名古屋高検検事長を経て、1981年（昭和56年）3月に定年退官した。その後は東洋大学で法学を教えていた。
1984年（昭和59年）6月12日に最高裁判所判事に就任。最高裁判事の仕事について「大変な仕事をお引き受けしたが、法律家としてはやはりやってみたかった」と話した。刑事政策については「罪と罰の存立基盤は、人間のもつ道義的、道徳的感覚である」という考え方を持つ。
1988年（昭和63年）3月に定年退官。